# Amaranthus budensis
Amaranthus budensis là loài thực vật có hoa thuộc họ Dền. Loài này được Priszter mô tả khoa học đầu tiên năm 1949.